# Фурчи
Фурчи (итал. Furci) — коммуна в Италии, расположена в регионе Абруццо, подчиняется административному центру Кьети.
Население составляет 1277 человек, плотность населения составляет 49 чел./км². Занимает площадь 26 км². Почтовый индекс — 66050. Телефонный код — 0873.
Покровителем населённого пункта считается Beato Angelo. Праздник ежегодно празднуется 13 сентября.